# Dekanat Kodrąb
Dekanat Kodrąb  − jeden z 36 dekanatów rzymskokatolickich należących do  archidiecezji częstochowskiej. Należy do regionu radomszczańskiego.

## Parafie
Do dekanatu Kodrąb należy 10 parafii:
- Bąkowa Góra – parafia Trójcy Przenajświętszej w Bąkowej Górze
- Chełmo – parafia św. Mikołaja w Chełmie
- Kobiele Wielkie – parafia św. Anny
- Kodrąb – parafia św. Jadwigi Śląskiej
- Krzętów  – parafia św. Wojciecha w Krzętowie
- Niedośpielin – parafia św. Katarzyny Aleksandryjskiej w Niedośpielinie
- Przerąb – parafia św. Rozalii z Palermo
- Rzejowice – parafia Wszystkich Świętych w Rzejowicach
- Strzelce Małe – parafia Chrystusa Króla
- Wielgomłyny – parafia św. Stanisława BM